# C̓
C̓ (minuscule : c̓), appelé C virgule suscrite, est une lettre latine utilisée dans l’écriture du haisla, du heiltsuk, du nitinaht, du nuuchahnulth Ehattesaht, du thompson, et de l’umatilla.
Il s’agit de la lettre C diacritée d’une virgule suscrite.

## Représentations informatiques
Le C virgule suscrite peut être représenté avec les caractères Unicode suivants : 
- décomposé (latin de base, diacritiques) :

| formes    | représentations | chaînes de caractères | points de code | descriptions                                          |
| --------- | --------------- | --------------------- | -------------- | ----------------------------------------------------- |
| capitale  | C̓               | C◌̓                    | U+0043 U+0313  | lettre majuscule latine c diacritique virgule en chef |
| minuscule | c̓               | c◌̓                    | U+0063 U+0313  | lettre minuscule latine c diacritique virgule en chef |

## Sources
- « How To Type nɬeʔkèpmxcín (Thompson River Salish) », MELTR. <http://www.meltr.org/Resources/Keyboards/ThompsonU.htm>
- L’Alphabet diidiitidq, FirstVoices.ca
- L’Alphabet haisla, FirstVoices.ca
- L’Alphabet Ehattesaht Nuchatlaht, Firstvoices.ca
- Alphabet heiltsuk, Bella Bella Community School.